# Archivio Storico Fiat

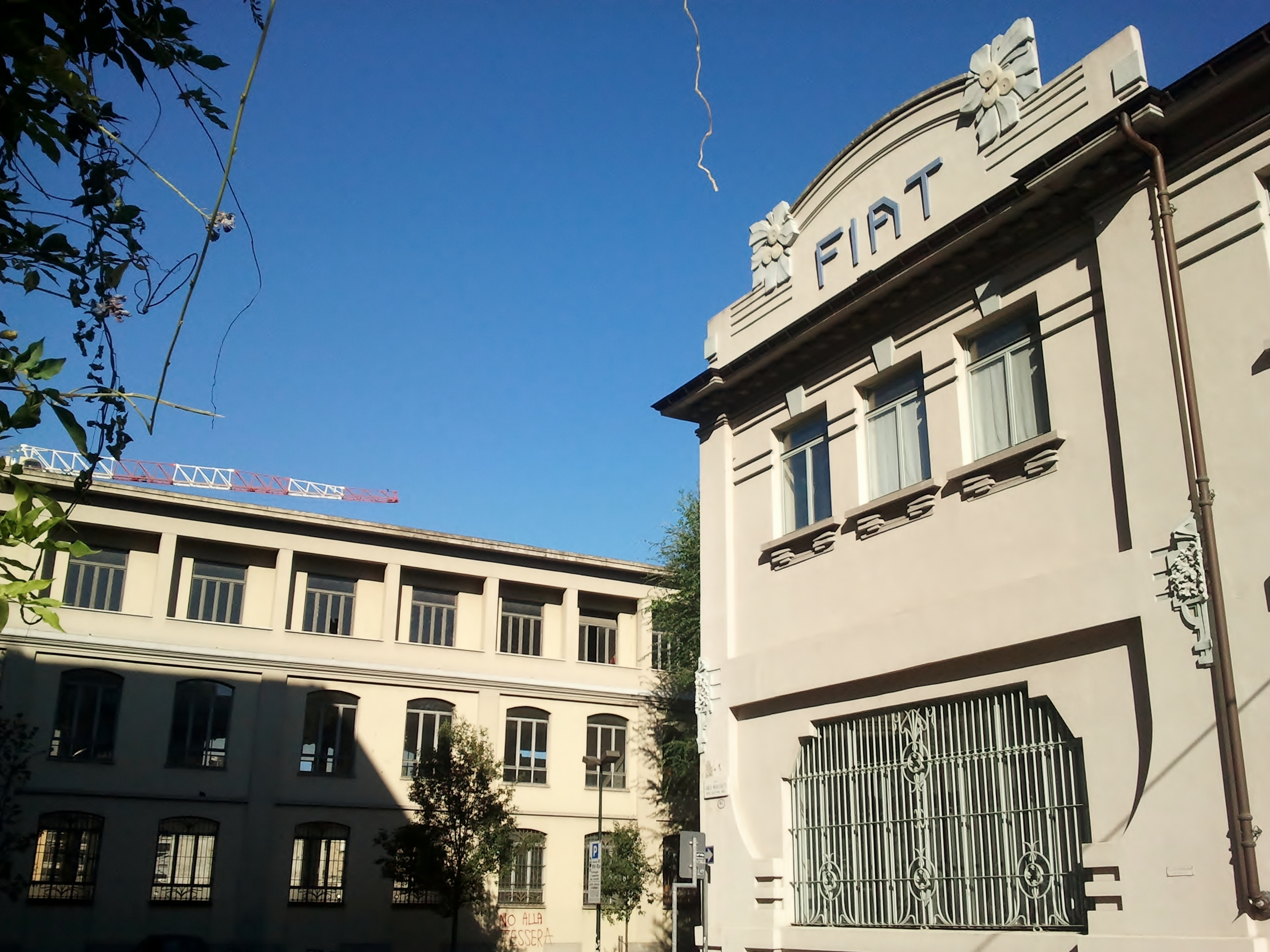
Edifício de oficinas de la extinta planta de Fiat Corso Dante, Turín; actualmente ocupadas por el Archivio Storico Fiat.

El Archivio Storico Fiat, inaugurado en 1984, es el principal archivo documental sobre las actividades de Fiat S.p.A., mayor grupo industrial italiano. La documentación se remonta a la fundación del mismo en 1899. Se encuentra ubicado anexo al Centro Storico Fiat, en un edificio modernista construido en 1907, en la primera ampliación de los talleres turineses de Fiat Corso Dante, lugar donde nació el grupo.

## Fondos
Debido a la gran cantidad de fondos, desde 1984 la parte del Centro Storico Fiat dedicada a la documentación se especializó en la protección, clasificación y divulgación de los archivos, tomando entidad propia bajo el nombre de Archivio Storico Fiat. En él se conservan y custodian más de cinco mil metros lineales de documentos sobre diferentes aspectos de la historia del grupo industrial desde los comienzos del siglo XX hasta la década de los noventa. Alberga documentación relacionada con la administración del grupo, sus finanzas, el personal, la producción, la comunicación y publicidad, o documentos relacionados con los departamentos de investigación, tecnología e ingeniería, así como información sobre sus automóviles de producción y de carreras, los vehículos industriales, los tractores, los equipos de movimiento de tierras, los trenes, los aviones y los motores marinos. A esto se añade un patrimonio iconográfico de casi un millón de fotografías, placas fotográficas, negativos, y miles de carteles y bocetos de publicidad y más de 200 horas de cine y vídeo digital. Completa la dotación del centro una biblioteca de tres mil volúmenes sobre la historia del Grupo Fiat, el transporte, los negocios y el trabajo y su relación con Italia.

## Objetivos

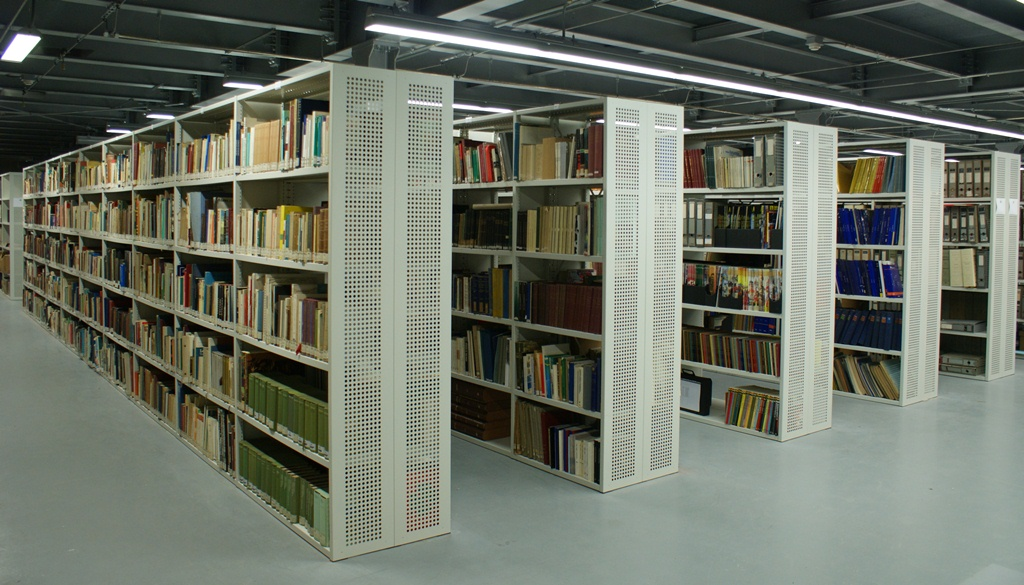
Documentación custodiada por el Archivio Storico Fiat.

- El objetivo principal del Archivio Storico Fiat es el cuidado y restauración de los bienes que atesora.

- Promueve estudios y eventos culturales, relacionados con la marca, la industria y el automovilísmo.

- Presta ayuda a coleccionistas, estudiantes y periodistas, para lo que permite consultar sus fondos.